# Wasserturm Wulmenau
| Wasserturm Gut Trenthorst-Wulmenau | Wasserturm Gut Trenthorst-Wulmenau               |
| Daten                              | Daten                                            |
| ---------------------------------- | ------------------------------------------------ |
| Denkmalschutz:                     | Seit 1985 Kulturdenkmal mit besonderer Bedeutung |
| Baujahr:                           | 1912                                             |
| Turmhöhe:                          | 20 m                                             |
| Nutzhöhe:                          | 16 m                                             |
| Behälterart:                       | Behälter mit quadratischer Grundfläche           |
| Volumen des Behälters:             | 50 m³                                            |
| Betriebszustand:                   | Seit 1972 außer Betrieb                          |
| Ursprüngliche Nutzung:             | Versorgung des Gutes (Landwirtschaft)            |
| Heutige Nutzung:                   | private Nutzung                                  |

Der Wasserturm des Doppelgutes Trenthorst-Wulmenau ist ein ehemaliger Wasserturm östlich der Ortschaft Westerau im Kreis Stormarn (Schleswig-Holstein). Die großen Güter versorgten sich über eigene Brunnen mit Wasser, manche besaßen darüber hinaus Pumpen und einen Wasserturm zur Zwischenspeicherung. Der Standort liegt etwa in der Mitte zwischen den beiden Gütern am Rande eines  Gebäudekomplexes, der als Zentrale bezeichnet wird.

## Das Bauwerk
Der 20 m hohe Turm steht auf quadratischem Grundriss von 36 m² Grundfläche. Das Sockelgeschoss ist aus Feldsteinen gemauert. Die Stahlbetonkonstruktion darüber wurde mit Betonputz versehen. Die drei Geschosse unterhalb des Behältergeschosses zeigen jeweils drei Fenster auf jeder Gebäudeseite. Die Wand ist durch Lisenen strukturiert. Das ebenfalls durch Lisenen gegliederte Behältergeschoss kragt leicht vor. Der darin befindliche Wasserbehälter hat ein Fassungsvermögen von 50 m³. Nach oben wird der Turm durch ein Walmdach mit Biberschwanzdeckung abgeschlossen, in das kleine Gauben eingebunden sind.

## Geschichtliches
Die beiden benachbarten Güter Trenthorst und Wulmenau hatten seit 1555 immer einen gemeinsamen Besitzer und werden daher bis heute als Doppelgut bezeichnet. Zu den wechselnden Eigentümern zählen der Margarinefabrikant Friedrich Bölck, die Familie Reemtsma, die Max-Planck-Gesellschaft und schließlich die Bundesrepublik Deutschland. Seit 1998 ist das Gut Sitz des Instituts für ökologischen Landbau der Bundesforschungsanstalt für Landwirtschaft (FAL).
Die Ansiedlung zwischen den beiden Gütern (Zentrale) wurde  im Jahr 2000 an privat verkauft. Sie stammt vom Anfang des 20. Jahrhunderts. Dort befinden sich außer dem Wasserturm auch die alte Schule und das alte Forsthaus sowie einige Wohnhäuser und Stallungen. 
Der Wasserturm wurde 1912 fertiggestellt und diente bis 1972 der Trinkwasserversorgung. Seit 1985 steht er unter Denkmalschutz. Von 2010 bis 2012 wurde der Turm renoviert und wird heute privat genutzt.